# Tetsurō Noborisaka
Tetsurō Noborisaka (登坂哲朗?, Noborisaka Tetsurō; 12 febbraio 1934 – 30 agosto 1978) è stato un cestista giapponese.

## Carriera
Con il Giappone ha partecipato alle Olimpiadi del 1956, disputando 4 partite.